# Alloophorus robustus
Alloophorus robustus är en fiskart som först beskrevs av Bean 1892.  Alloophorus robustus ingår i släktet Alloophorus och familjen Goodeidae. Inga underarter finns listade i Catalogue of Life.